# Eishockey-Weltmeisterschaft der U20-Junioren 2005
Die 29. Eishockey-Weltmeisterschaften der U20-Junioren der Internationalen Eishockey-Föderation IIHF waren die Eishockey-Weltmeisterschaften des Jahres 2005 in der Altersklasse der Unter-Zwanzigjährigen (U20). Insgesamt nahmen zwischen dem 13. Dezember 2004 und 16. Januar 2005 40 Nationalmannschaften an den sechs Turnieren der Top-Division sowie der Divisionen I bis III teil.
Der Weltmeister wurde zum elften Mal die Mannschaft Kanadas, die im Finale den Erzrivalen Russland mit 6:1 bezwingen konnte. Die deutsche Mannschaft konnte nach dem Aufstieg im Vorjahr erneut nicht die Klasse halten und stieg in die Division I ab, die Schweiz belegte den achten Platz in der Top-Division und sicherte sich damit soeben den Klassenerhalt. Österreich wurde in der Gruppe A der Division I Dritter und verpasste damit den sofortigen Wiederaufstieg in die Top-Division.

## Teilnehmer, Austragungsorte und -zeiträume
- Top-Division: 25. Dezember 2004 bis 4. Januar 2005 in Grand Forks, North Dakota und Thief River Falls, Minnesota, USA
Teilnehmer:  Belarus (Aufsteiger),  Deutschland (Aufsteiger),  Finnland,  Kanada,  Russland,  Schweden,  Schweiz,  Slowakei,  Tschechien,  USA (Titelverteidiger)

- Division I
  - Gruppe A: 13. bis 19. Dezember 2004 in Sheffield, England, Großbritannien
Teilnehmer:  Frankreich,  Großbritannien (Aufsteiger),  Italien,  Kasachstan,  Norwegen,  Österreich (Absteiger)
  - Gruppe B: 13. bis 19. Dezember 2004 in Narva, Estland
Teilnehmer:  Dänemark,  Estland,  Lettland,  Polen (Aufsteiger),  Slowenien,  Ukraine (Absteiger)

- Division II
  - Gruppe A: 3. bis 9. Januar 2005 in Bukarest, Rumänien
Teilnehmer:  Volksrepublik China (Aufsteiger),  Japan (Absteiger),  Litauen,  Niederlande,  Rumänien,  Serbien und Montenegro
  - Gruppe B: 13. bis 19. Dezember 2004 in Puigcerdà, Spanien
Teilnehmer:  Australien (Aufsteiger),  Belgien,  Kroatien,  Spanien,  Südkorea,  Ungarn (Absteiger)

- Division III: 10. bis 16. Januar 2005 in Mexiko-Stadt, Mexiko
Teilnehmer:  Bulgarien,  Island (Absteiger),  Mexiko,  Neuseeland,  Südafrika (Absteiger),  Türkei

## Top-Division
Die U20-Weltmeisterschaft wurde vom 25. Dezember 2004 bis zum 4. Januar 2005 in den US-amerikanischen Städten Grand Forks im Bundesstaat North Dakota und in Thief River Falls im Bundesstaat Minnesota ausgetragen. Gespielt wurde in der Ralph Engelstad Arena (Grand Forks Engelstad; 11.640 Plätze) in Grand Forks sowie der Ralph Engelstad Arena (Thief River Falls Engelstad) in Thief River Falls mit 2.569 Plätzen.
Am Turnier nahmen zehn Nationalmannschaften teil, die in zwei Gruppen zu je fünf Teams spielten. Den Weltmeistertitel sicherte sich Kanada, das im Finale deutlich mit 6:1 gegen Russland gewann. Es war der insgesamt elfte Titel für die Kanadier.
| Gruppe A   | Gruppe B    |
| USA        | Kanada      |
| Tschechien | Finnland    |
| Russland   | Slowakei    |
| Schweiz    | Schweden    |
| Belarus    | Deutschland |

### Modus
Nach den Gruppenspielen der Vorrunde qualifizieren sich die beiden Gruppenersten direkt für das Halbfinale. Die Gruppenzweiten und -dritten bestreiten je ein Qualifikationsspiel zur Halbfinalteilnahme. Die Vierten und Fünften der Gruppenspiele bestreiten – bei Mitnahme des Ergebnisses der direkten Begegnung aus der Vorrunde – die Abstiegsrunde und ermitteln dabei zwei Absteiger in die Division I.

### Austragungsorte
| Grand Forks |

| Thief River Falls |

| Grand Forks |

| Thief River Falls |

### Vorrunde

#### Gruppe A
| 25. Dezember 2004 16:00 Uhr (Ortszeit) | 25. Dezember 2004 23:00 Uhr (MEZ) | Belarus    | 2:7 (0:1, 1:2, 1:4) Spielbericht | Tschechien | Ralph Engelstad Arena, Thief River Falls Zuschauer: 543   |
| 25. Dezember 2004 19:30 Uhr            | 26. Dezember 2004 2:30 Uhr        | Russland   | 4:5 (3:3, 1:2, 0:0) Spielbericht | USA        | Ralph Engelstad Arena, Grand Forks Zuschauer: 9.274       |
| 26. Dezember 2004 18:00 Uhr            | 27. Dezember 2004 1:00 Uhr        | Schweiz    | 5:0 (1:0, 3:0, 1:0) Spielbericht | Belarus    | Ralph Engelstad Arena, Grand Forks Zuschauer: 8.510       |
| 27. Dezember 2004 16:00 Uhr            | 27. Dezember 2004 23:00 Uhr       | Tschechien | 1:4 (0:2, 1:1, 0:1) Spielbericht | Russland   | Ralph Engelstad Arena, Thief River Falls Zuschauer: 972   |
| 27. Dezember 2004 20:00 Uhr            | 28. Dezember 2004 3:00 Uhr        | USA        | 6:4 (1:0, 1:0, 4:4) Spielbericht | Schweiz    | Ralph Engelstad Arena, Grand Forks Zuschauer: 8.133       |
| 28. Dezember 2004 19:00 Uhr            | 29. Dezember 2004 2:00 Uhr        | Russland   | 7:2 (3:0, 1:1, 3:1) Spielbericht | Belarus    | Ralph Engelstad Arena, Thief River Falls Zuschauer: 825   |
| 29. Dezember 2004 15:30 Uhr            | 29. Dezember 2004 22:30 Uhr       | Tschechien | 5:2 (1:0, 2:1, 2:1) Spielbericht | Schweiz    | Ralph Engelstad Arena, Grand Forks Zuschauer: 8.259       |
| 29. Dezember 2004 19:30 Uhr            | 30. Dezember 2004 2:30 Uhr        | Belarus    | 5:3 (2:1, 3:1, 0:1) Spielbericht | USA        | Ralph Engelstad Arena, Grand Forks Zuschauer: 8.038       |
| 30. Dezember 2004 16:00 Uhr            | 30. Dezember 2004 23:00 Uhr       | Schweiz    | 1:6 (0:2, 1:2, 0:2) Spielbericht | Russland   | Ralph Engelstad Arena, Thief River Falls Zuschauer: 1.179 |
| 30. Dezember 2004 19:30 Uhr            | 31. Dezember 2004 2:30 Uhr        | USA        | 1:3 (0:1, 1:1, 0:1) Spielbericht | Tschechien | Ralph Engelstad Arena, Grand Forks Zuschauer: 8.734       |

| Pl. |            | Sp | S | U | N | Tore  | Punkte |
| 1.  | Russland   | 4  | 3 | 0 | 1 | 21:09 | 6      |
| 2.  | Tschechien | 4  | 3 | 0 | 1 | 16:09 | 6      |
| 3.  | USA        | 4  | 2 | 0 | 2 | 15:16 | 4      |
| 4.  | Schweiz    | 4  | 1 | 0 | 3 | 12:17 | 2      |
| 5.  | Belarus    | 4  | 1 | 0 | 3 | 09:22 | 2      |

Abkürzungen: Pl. = Platz, Sp = Spiele, S = Siege, U = Unentschieden, N = Niederlagen

Erläuterungen: Halbfinalqualifikant, Viertelfinalqualifikant, Abstiegsrundenqualifikant

#### Gruppe B
| 25. Dezember 2004 15:30 Uhr | 25. Dezember 2004 22:30 Uhr | Slowakei    | 3:7 (0:2, 2:3, 1:2) Spielbericht | Kanada      | Ralph Engelstad Arena, Grand Forks Zuschauer: 7.540       |
| 25. Dezember 2004 19:30 Uhr | 26. Dezember 2004 2:30 Uhr  | Deutschland | 1:4 (0:1, 0:2, 1:1) Spielbericht | Finnland    | Ralph Engelstad Arena, Thief River Falls Zuschauer: 752   |
| 26. Dezember 2004 18:00 Uhr | 27. Dezember 2004 1:00 Uhr  | Schweden    | 6:0 (1:0, 1:0, 4:0) Spielbericht | Deutschland | Ralph Engelstad Arena, Thief River Falls Zuschauer: 951   |
| 27. Dezember 2004 15:30 Uhr | 27. Dezember 2004 22:30 Uhr | Kanada      | 8:1 (1:1, 4:0, 3:0) Spielbericht | Schweden    | Ralph Engelstad Arena, Grand Forks Zuschauer: 10.739      |
| 27. Dezember 2004 19:30 Uhr | 28. Dezember 2004 2:30 Uhr  | Finnland    | 0:2 (0:0, 0:1, 0:1) Spielbericht | Slowakei    | Ralph Engelstad Arena, Thief River Falls Zuschauer: 1.031 |
| 28. Dezember 2004 19:00 Uhr | 29. Dezember 2004 2:00 Uhr  | Deutschland | 0:9 (0:4, 0:2, 0:3) Spielbericht | Kanada      | Ralph Engelstad Arena, Grand Forks Zuschauer: 8.404       |
| 29. Dezember 2004 16:00 Uhr | 29. Dezember 2004 23:00 Uhr | Finnland    | 5:4 (0:2, 1:2, 4:0) Spielbericht | Schweden    | Ralph Engelstad Arena, Grand Forks Zuschauer: 1.393       |
| 29. Dezember 2004 19:30 Uhr | 30. Dezember 2004 2:30 Uhr  | Slowakei    | 5:0 (3:0, 0:0, 2:0) Spielbericht | Deutschland | Ralph Engelstad Arena, Thief River Falls Zuschauer: 1.230 |
| 30. Dezember 2004 15:30 Uhr | 30. Dezember 2004 22:30 Uhr | Kanada      | 8:1 (2:0, 5:0, 1:1) Spielbericht | Finnland    | Ralph Engelstad Arena, Grand Forks Zuschauer: 9.697       |
| 30. Dezember 2004 19:30 Uhr | 31. Dezember 2004 2:30 Uhr  | Schweden    | 3:0 (1:0, 2:0, 0:0) Spielbericht | Slowakei    | Ralph Engelstad Arena, Thief River Falls Zuschauer: 1.325 |

| Pl. |             | Sp | S | U | N | Tore  | Punkte |
| 1.  | Kanada      | 4  | 4 | 0 | 0 | 32:05 | 8      |
| 2.  | Schweden    | 4  | 2 | 0 | 2 | 14:13 | 4      |
| 3.  | Finnland    | 4  | 2 | 0 | 2 | 10:15 | 4      |
| 4.  | Slowakei    | 4  | 2 | 0 | 2 | 10:10 | 4      |
| 5.  | Deutschland | 4  | 0 | 0 | 4 | 01:24 | 0      |

Abkürzungen: Pl. = Platz, Sp = Spiele, S = Siege, U = Unentschieden, N = Niederlagen

Erläuterungen: Halbfinalqualifikant, Viertelfinalqualifikant, Abstiegsrundenqualifikant

### Abstiegsrunde
| 1. Januar 2005 12:00 Uhr (Ortszeit) | 1. Januar 2005 19:00 Uhr (MEZ) | Schweiz  | 5:0 (0:0, 3:0, 2:0) Spielbericht | Deutschland | Ralph Engelstad Arena, Grand Forks Zuschauer: 7.540 |
| 2. Januar 2005 12:00 Uhr            | 2. Januar 2005 19:00 Uhr       | Slowakei | 2:1 (0:0, 0:1, 2:0) Spielbericht | Belarus     | Ralph Engelstad Arena, Grand Forks Zuschauer: 7.650 |
| 3. Januar 2005 12:00 Uhr            | 3. Januar 2005 19:00 Uhr       | Belarus  | 3:4 (2:1, 1:1, 0:2) Spielbericht | Deutschland | Ralph Engelstad Arena, Grand Forks Zuschauer: 7.580 |
| 3. Januar 2005 15:30 Uhr            | 3. Januar 2005 22:30 Uhr       | Slowakei | 3:2 (2:0, 0:1, 1:1) Spielbericht | Schweiz     | Ralph Engelstad Arena, Grand Forks Zuschauer: 7.820 |

| Pl. |             | Sp | S | U | N | Tore  | Punkte |
| 1.  | Slowakei    | 3  | 3 | 0 | 0 | 10:03 | 6      |
| 2.  | Schweiz     | 3  | 2 | 0 | 1 | 12:03 | 4      |
| 3.  | Deutschland | 3  | 1 | 0 | 2 | 04:13 | 2      |
| 4.  | Belarus     | 3  | 0 | 0 | 3 | 04:11 | 0      |

Anmerkung: Die Vorrundenspiele  Schweiz –  Belarus (5:0) und  Slowakei –  Deutschland (5:0) sind in die Tabelle eingerechnet.

Abkürzungen: Pl. = Platz, Sp = Spiele, S = Siege, U = Unentschieden, N = Niederlagen

Erläuterungen: Absteiger in die Division I

### Finalrunde
|  | Viertelfinale    | Viertelfinale | Viertelfinale |    |     | Halbfinale | Halbfinale | Halbfinale |    |            | Finale           | Finale           | Finale           |
|  |                  |               |               |    |     |            |            |            |    |            |                  |                  |                  |
|  |                  |               |               |    |     | B1         | Kanada     | 3          |    |            |                  |                  |                  |
|  | A2               | Tschechien    | 3             |    |     | A2         | Tschechien | 1          |    |            |                  |                  |                  |
|  | B3               | Finnland      | 0             |    |     |            |            |            |    | B1         | Kanada           | 6                |                  |
|  |                  |               |               |    | A1  | Russland   | 1          |            |    |            |                  |                  |                  |
|  |                  |               |               | A3 | USA | 2          |            |            |    |            |                  |                  |                  |
|  | B2               | Schweden      | 2             |    |     | A1         | Russland   | 7          |    |            | Spiel um Platz 3 | Spiel um Platz 3 | Spiel um Platz 3 |
|  | A3               | USA           | 8             |    |     |            |            |            | A2 | Tschechien | 3                |                  |                  |
|  |                  |               |               | A3 | USA | 2          |            |            |    |            |                  |                  |                  |
|  |                  |               |               |    |     |            |            |            |    |            |                  |                  |                  |
|  | Spiel um Platz 5 |               |               |    |     |            |            |            |    |            |                  |                  |                  |
|  | B2               | Schweden      | 3             |    |     |            |            |            |    |            |                  |                  |                  |
|  | B3               | Finnland      | 4             |    |     |            |            |            |    |            |                  |                  |                  |

#### Viertelfinale
| 1. Januar 2005 15:30 Uhr (Ortszeit) | 1. Januar 2005 22:30 Uhr (MEZ) | Tschechien P. Vrána (36:57) R. Olesz (43:35) R. Červenka (57:58) | 3:0 (0:0, 1:0, 2:0) Spielbericht | Finnland | Ralph Engelstad Arena, Grand Forks Zuschauer: 7.465 |

| 1. Januar 2005 19:30 Uhr | 2. Januar 2005 2:30 Uhr | Schweden L. Eriksson (4:12) L. Eriksson (33:26) | 2:8 (1:1, 1:2, 0:5) Spielbericht | USA K. Porter (12:07) D. Stafford (23:08) P. Kessel (26:58) P. Kessel (44:15) P. Kessel (47:21) R. Schremp (51:08) R. Suter (52:46) T. Hensick (59:45) | Ralph Engelstad Arena, Grand Forks Zuschauer: 8.258 |

#### Spiel um Platz 5
| 3. Januar 2005 19:30 Uhr | 4. Januar 2005 2:30 Uhr | Schweden C. Söderberg (7:12) N. Bergfors (34:13) N. Bergfors (52:35) | 3:4 n. V. (1:1, 1:0, 1:2, 0:1) Spielbericht | Finnland V. Mäntymaa (15:25) A. Seitsonen (47:08) T. Nurmi (59:10) J. Kolehmainen (61:37) | Ralph Engelstad Arena, Grand Forks Zuschauer: 9.252 |

#### Halbfinale
| 2. Januar 2005 15:30 Uhr | 2. Januar 2005 22:30 Uhr | Kanada J. Carter (18:38) N. Dawes (30:02) P. Bergeron (32:34) | 3:1 (1:0, 2:0, 0:1) Spielbericht | Tschechien R. Olesz (43:36) | Ralph Engelstad Arena, Grand Forks Zuschauer: 10.266 |

| 2. Januar 2005 19:30 Uhr | 3. Januar 2005 2:30 Uhr | USA R. Schremp (8:55) P. O’Sullivan (14:44) | 2:7 (2:3, 0:0, 0:4) Spielbericht | Russland E. Lissin (1:58) A. Owetschkin (4:46) S. Schirokow (16:01) J. Malkin (51:03) A. Owetschkin (57:46) J. Malkin (58:49) M. Junkow (59:59) | Ralph Engelstad Arena, Grand Forks Zuschauer: 9.024 |

#### Spiel um Platz 3
| 4. Januar 2005 15:00 Uhr | 4. Januar 2005 22:00 Uhr | Tschechien M. Polák (3:26) M. Frolík (26:03) P. Vrána (62:38) | 3:2 n. V. (1:1, 1:1, 0:0, 1:0) Spielbericht | USA K. Porter (16:16) D. Stafford (33:12) | Ralph Engelstad Arena, Grand Forks Zuschauer: 8.992 |

#### Finale
| 4. Januar 2005 19:00 Uhr | 5. Januar 2005 2:00 Uhr | Kanada R. Getzlaf (0:51) D. Syvret (8:00) J. Carter (23:33) P. Bergeron (27:53) A. Stewart (28:54) D. Phaneuf (33:19) | 6:1 (2:1, 4:0, 0:0) Spielbericht | Russland A. Jemelin (19:28) | Ralph Engelstad Arena, Grand Forks Zuschauer: 11.862 |

### Statistik

#### Beste Scorer
Abkürzungen: GP = Spiele, G = Tore, A = Assists, Pts = Punkte, +/− = Plus/Minus, PIM = Strafminuten; Fett: Turnierbestwert
| Spieler              | Team       | GP | G | A | Pts | +/− | PIM |
| -------------------- | ---------- | -- | - | - | --- | --- | --- |
| Patrice Bergeron     | Kanada     | 6  | 5 | 8 | 13  | +5  | 6   |
| Ryan Getzlaf         | Kanada     | 6  | 3 | 9 | 12  | +14 | 8   |
| Alexander Owetschkin | Russland   | 6  | 7 | 4 | 11  | +6  | 4   |
| Jeff Carter          | Kanada     | 6  | 7 | 3 | 10  | +10 | 6   |
| Rostislav Olesz      | Tschechien | 7  | 7 | 3 | 10  | +8  | 12  |
| Jewgeni Malkin       | Russland   | 6  | 3 | 7 | 10  | ±0  | 16  |
| Sidney Crosby        | Kanada     | 6  | 6 | 3 | 9   | +4  | 4   |
| Drew Stafford        | USA        | 7  | 5 | 4 | 9   | −3  | 14  |
| Johannes Salmonsson  | Schweden   | 6  | 5 | 3 | 8   | +2  | 0   |
| Petr Vrána           | Tschechien | 7  | 5 | 3 | 8   | +8  | 16  |

#### Beste Torhüter
Abkürzungen: GP = Spiele, TOI = Eiszeit (in Minuten), GA = Gegentore, SO = Shutouts, Sv% = gehaltene Schüsse (in %), GAA = Gegentorschnitt; Fett: Turnierbestwert
| Spieler        | Team       | GP | TOI    | GA | SO | Sv%   | GAA  |
| -------------- | ---------- | -- | ------ | -- | -- | ----- | ---- |
| Marek Schwarz  | Tschechien | 6  | 361:57 | 13 | 1  | 92,49 | 2,15 |
| Jeff Glass     | Kanada     | 5  | 300:00 | 7  | 0  | 92,22 | 1,40 |
| Jaroslav Halák | Slowakei   | 6  | 360:00 | 13 | 2  | 91,56 | 2,17 |
| Al Montoya     | USA        | 7  | 393:15 | 22 | 0  | 90,39 | 3,36 |
| Tuukka Rask    | Finnland   | 5  | 243:26 | 12 | 0  | 90,16 | 2,96 |

### Abschlussplatzierungen
| Pl. | Team        |
| --- | ----------- |
| 1   | Kanada      |
| 2   | Russland    |
| 3   | Tschechien  |
| 4   | USA         |
| 5   | Finnland    |
| 6   | Schweden    |
| 7   | Slowakei    |
| 8   | Schweiz     |
| 9   | Deutschland |
| 10  | Belarus     |

### Titel, Auf- und Abstieg
| Weltmeister Kanada | Cam Barker, Réjean Beauchemin, Shawn Belle, Patrice Bergeron, Jeff Carter, Braydon Coburn, Jeremy Colliton, Sidney Crosby, Nigel Dawes, Stephen Dixon, Colin Fraser, Ryan Getzlaf, Jeff Glass, Andrew Ladd, Clarke MacArthur, Corey Perry, Dion Phaneuf, Mike Richards, Brent Seabrook, Anthony Stewart, Danny Syvret, Shea Weber Trainer: Brent Sutter |

| Silber Russland | Anton Below, Anton Chudobin, Alexander Galimow, Alexei Jemelin, Denis Jeschow, Michail Junkow, Andrei Kusnezow, Enwer Lissin, Jewgeni Malkin, Dmitri Megalinski, Georgi Mischarin, Alexander Nikulin, Alexander Owetschkin, Grigori Panin, Denis Parschin, Dmitri Pestunow, Alexander Radulow, Jakow Rylow, Grigori Schafigulin, Sergei Schirokow, Roman Woloschenko, Dmitri Worobjow Trainer: Waleri Bragin |

| Bronze Tschechien | Lukáš Bolf, Michal Borovanský, Roman Červenka, Michael Frolík, Michal Gulaši, Milan Hluchý, Zbyněk Hrdel, Lukáš Kašpar, Bedrich Kohler, Vladislav Koutský, David Krejčí, Marek Kvapil, Martin Lojek, Rostislav Olesz, Jakub Petružálek, Michal Polák, Roman Polák, Marek Schwarz, Ondřej Šmach, Ladislav Šmid, Martin Tůma, Petr Vrána Trainer: Alois Hadamczik |

| Absteiger in die Division I:    | Deutschland, Belarus |
| Aufsteiger in die Top-Division: | Lettland, Norwegen   |

### Auszeichnungen
Spielertrophäen
| Auszeichnung         | Spieler              | Team       |
| -------------------- | -------------------- | ---------- |
| Wertvollster Spieler | Patrice Bergeron     | Kanada     |
| Bester Torhüter      | Marek Schwarz        | Tschechien |
| Bester Verteidiger   | Dion Phaneuf         | Kanada     |
| Bester Stürmer       | Alexander Owetschkin | Russland   |

All-Star-Team
| Angriff:      | Alexander Owetschkin – Patrice Bergeron – Jeff Carter |
| Verteidigung: | Dion Phaneuf – Ryan Suter                             |
| Tor:          | Marek Schwarz                                         |

## Division I

### Gruppe A, in Sheffield, England, Großbritannien
| Teams             | NOR  | KAZ  | AUT | FRA | ITA | GBR  | Tore  | Pkt. |
| ----------------- | ---- | ---- | --- | --- | --- | ---- | ----- | ---- |
| 1. Norwegen       |      | 5:3  | 5:0 | 5:4 | 4:2 | 10:3 | 29:12 | 10:0 |
| 2. Kasachstan     | 3:5  |      | 8:3 | 5:3 | 3:2 | 10:2 | 29:15 | 8:2  |
| 3. Österreich     | 0:5  | 3:8  |     | 3:2 | 5:1 | 1:0  | 12:16 | 6:4  |
| 4. Frankreich     | 4:5  | 3:5  | 2:3 |     | 4:3 | 5:3  | 18:19 | 4:6  |
| 5. Italien        | 2:4  | 2:3  | 1:5 | 3:4 |     | 3:0  | 11:16 | 2:8  |
| 6. Großbritannien | 3:10 | 2:10 | 0:1 | 3:5 | 0:3 |      | 8:29  | 0:10 |

### Gruppe B, in Narva, Estland
| Teams        | LAT  | SLO | DEN | POL | UKR | EST  | Tore  | Pkt. |
| ------------ | ---- | --- | --- | --- | --- | ---- | ----- | ---- |
| 1. Lettland  |      | 6:5 | 4:2 | 2:2 | 2:1 | 14:2 | 28:12 | 9:1  |
| 2. Slowenien | 5:6  |     | 2:3 | 4:1 | 8:2 | 9:0  | 28:12 | 6:4  |
| 3. Dänemark  | 2:4  | 3:2 |     | 3:5 | 5:1 | 6:1  | 22:13 | 6:4  |
| 4. Polen     | 2:2  | 1:4 | 5:3 |     | 2:2 | 5:2  | 15:13 | 6:4  |
| 5. Ukraine   | 1:2  | 2:8 | 1:5 | 2:2 |     | 5:1  | 11:19 | 3:7  |
| 6. Estland   | 2:14 | 0:9 | 1:6 | 2:5 | 1:5 |      | 6:41  | 0:10 |

### Auf- und Absteiger
| Aufsteiger in die WM-Gruppe:    | Norwegen, Lettland      |
| Absteiger aus der WM-Gruppe:    | Deutschland, Belarus    |
| Absteiger in die Division II:   | Großbritannien, Estland |
| Aufsteiger aus der Division II: | Ungarn, Japan           |

## Division II

### Gruppe A, in Bukarest, Rumänien
| Teams                     | JPN  | ROM | NED  | CHN | SCG  | LTU | Tore  | Pkt. |
| ------------------------- | ---- | --- | ---- | --- | ---- | --- | ----- | ---- |
| 1. Japan                  |      | 1:1 | 5:2  | 5:0 | 12:1 | 9:0 | 32:4  | 9:1  |
| 2. Rumänien               | 1:1  |     | 5:4  | 2:4 | 6:3  | 9:1 | 23:13 | 7:3  |
| 3. Niederlande            | 2:5  | 4:5 |      | 3:2 | 13:0 | 7:2 | 29:14 | 6:4  |
| 4. Volksrepublik China    | 0:5  | 4:2 | 2:3  |     | 4:3  | 6:1 | 16:14 | 6:4  |
| 5. Serbien und Montenegro | 1:12 | 3:6 | 0:13 | 3:4 |      | 4:1 | 11:36 | 2:8  |
| 6. Litauen                | 0:9  | 1:9 | 2:7  | 1:6 | 1:4  |     | 5:35  | 0:10 |

### Gruppe B, in Puigcerda, Spanien
| Teams         | HUN  | KOR  | CRO | ESP  | AUS  | BEL  | Tore  | Pkt. |
| ------------- | ---- | ---- | --- | ---- | ---- | ---- | ----- | ---- |
| 1. Ungarn     |      | 5:1  | 4:3 | 7:2  | 14:4 | 11:0 | 41:10 | 10:0 |
| 2. Südkorea   | 1:5  |      | 9:1 | 15:1 | 11:0 | 10:5 | 46:12 | 8:2  |
| 3. Kroatien   | 3:4  | 1:9  |     | 6:1  | 8:5  | 9:2  | 27:21 | 6:4  |
| 4. Spanien    | 2:7  | 1:15 | 1:6 |      | 4:2  | 6:2  | 14:32 | 4:6  |
| 5. Australien | 4:14 | 0:11 | 5:8 | 2:4  |      | 5:3  | 16:40 | 2:8  |
| 6. Belgien    | 0:11 | 5:10 | 2:9 | 2:6  | 3:5  |      | 12:41 | 0:10 |

### Auf- und Absteiger
| Aufsteiger in die Division I:    | Ungarn, Japan           |
| Absteiger aus der Division I:    | Großbritannien, Estland |
| Absteiger in die Division III:   | Litauen, Belgien        |
| Aufsteiger aus der Division III: | Mexiko, Neuseeland      |

## Division III
in Mexiko-Stadt, Mexiko
| Teams         | MEX  | NZL  | ISL  | RSA | TUR | BUL  | Tore  | Pkt. |
| ------------- | ---- | ---- | ---- | --- | --- | ---- | ----- | ---- |
| 1. Mexiko     |      | 7:0  | 10:4 | 6:1 | 4:1 | 10:0 | 37:6  | 10:0 |
| 2. Neuseeland | 0:7  |      | 5:3  | 3:3 | 9:0 | 11:2 | 28:15 | 7:3  |
| 3. Island     | 4:10 | 3:5  |      | 8:1 | 7:2 | 8:1  | 30:19 | 6:4  |
| 4. Südafrika  | 1:6  | 3:3  | 1:8  |     | 4:3 | 6:4  | 15:24 | 5:5  |
| 5. Türkei     | 1:4  | 0:9  | 2:7  | 3:4 |     | 4:3  | 10:27 | 2:8  |
| 6. Bulgarien  | 0:10 | 2:11 | 1:8  | 4:6 | 3:4 |      | 10:39 | 0:10 |

### Auf- und Absteiger
| Aufsteiger in die Division II: | Mexiko, Neuseeland |
| Absteiger aus der Division II: | Litauen, Belgien   |